# Javier Mascherano
Javier Alejandro Mascherano (født 8. juni 1984) er en argentinsk fodboldspiller, der er cheftræner for Inter Miami CF. Han har tidligere spillet for West Ham United, Liverpool FC og FC Barcelona.
Mascherano startede sin karriere i River Plate, hvor han vandt sin første seniorhæder, den argentinske Primera División, i 2003-04. Han flyttede til brasilianske Corinthians i 2005 og vandt den brasilianske Série A i sin første sæson. Mascherano flyttede derefter til Europa og skrev kontrakt med Premier League-klubben West Ham United, men hans korte tid i klubben blev hæmmet af usædvanlige kontraktvilkår med Global Soccer Agencies. I begyndelsen af 2007 skiftede han til Liverpool på lån, hvor han nåede finalen i UEFA Champions League, før han skrev under med klubben for £18,7 millioner. Efter tre år i Liverpool skiftede Mascherano til Barcelona i 2010, hvor han ændrede sin position fra defensiv midtbanespiller til fuld central forsvarsspiller. Med Barcelona vandt han fem La Liga-mesterskaber, to UEFA Champions League-titler og to FIFA Club World Cups, blandt andre hæder.
Mascherano spillede 147 kampe for det argentinske landshold og er den næstmest spillede spiller i landets historie (efter Lionel Messi). Fra sin debut i 2003 indtil sin pensionering i 2018 repræsenterede han nationen ved fem Copa América-turneringer, hvor han blev nummer to i 2004, 2007, 2015 og 2016, og fire FIFA World Cups, hvor han nåede finalen i 2014. Han vandt to guldmedaljer ved Sommer-OL, i 2004 og 2008, og blev den første mandlige fodboldspiller, der opnåede denne dobbelte bedrift, siden den ungarske forsvarsspiller Dezső Novák i 1968. Mellem 2008 og 2011 var Mascherano kaptajn for Argentina.
Han spillede desuden for Argentinas fodboldlandshold i perioden 2003-2018. Pr. juni 2018 havde han spillet 147 landskampe og scoret tre mål. Efter nederlaget til Frankrig i ottendedelsfinalen ved VM i Rusland 2018 offentliggjorde Mascherano, at han stoppede på landsholdet.